# 李實 (唐朝)
李實（8世纪？—815年），道王李元慶四世孫，封嗣道王。以門蔭入仕，六轉至潭州司馬，李皋任江西、山南東道節度使時闢為判官。官至京兆尹。

## 生平
貞元十九年（803年）春夏大旱，穀物失收，京畿乏食，李實不以為然，更加聚斂無度，每奏對輒曰：「今年雖旱，而穀甚好。」租稅皆不免，於是許多人“壞屋賣瓦木，貸麥苗以官”，以供賦斂。韓愈不滿李實，作《御史台上論天旱人飢狀》：“臣伏以今年以来，京畿诸县，夏逢亢旱，秋又早霜，田种所收，十不存一。……至闻有弃子逐妻已求口食，拆屋伐木以纳税钱。寒馁道途，毙踣沟壑，有者皆已纳输，无者徒被征迫，臣愚以为，此皆群臣之所未言，陛下之所未知者也。”唐德宗不理。優人成輔端編順口溜諷刺李實，曰：“秦地城池二百年，何期如此賤田園？一頃麥苗五碩米，三間堂屋二個錢。”李實以“誹謗國政”罪名杖殺之。
貞元二十一年（805年），唐順宗登極之初，貶京兆尹李實為通州（治所在今四川達縣）長史（輔佐官員），詔曰：「實素以宗屬，累列任使，驟升班列，遂極寵榮，而政乖惠和，務在苛厲。比年旱歉（或作嘆），先聖憂人，特詔逋租，悉皆蠲免。而實敢肆誣罔，復令征剝，頗紊朝廷之法，實惟聚斂之臣。自國哀已來，增毒彌甚，無辜斃踣，深所興嗟。朕嗣守洪業，敷弘理道，寧容蠢政，以害齊人。宜加眨黜，用申邦憲。尚從優貸，俾佐遠藩。」史載當時「市井歡呼，皆袖瓦礫，遮道伺之」，李實因改走小道纔得以倖免。不久病逝。

## 家族
其子李貞素，其幼子为义武军节度副使检校尚书户部郎中兼御史中丞赐紫金鱼袋李浔。

## 延伸阅读
[在维基数据编辑]
 《舊唐書/卷135》，出自刘昫《舊唐書》
 《新唐書·卷167》，出自《新唐書》